# Jafar Dicko
Amadou Boucary Dicko, dit Jafar Dicko ou Yero Dicko, né vers 1980, est un djihadiste burkinabé. Il est depuis 2017 le chef du groupe Ansarul Islam, affilié au Groupe de soutien à l'islam et aux musulmans (GSIM).

## Biographie
Jafar Dicko est le frère cadet d'Ibrahim Malam Dicko, le fondateur du groupe djihadiste Ansarul Islam. Il ne fait pas d'études coraniques lors de sa jeunesse et devient mécanicien. Numéro trois du mouvement Ansarul Islam, il en prend le commandement après la mort de deux de ses frères : Malam et Mansour Dicko, le numéro deux. Le 27 juin 2017, la page Facebook d'Ansarul Islam annonce que son nouveau chef est désormais Jafar Dicko et sous-entendrait qu'Ibrahim Malam Dicko ne serait plus en vie. Un autre de ses frères, Ousmane, dit Djoundou, le rejoint et devient un de ses lieutenants.
Selon Seidik Abba, chroniqueur pour Le Monde : « il est décrit par ses proches comme un érudit coranique tout autant qu’un féru de nouvelles technologies. D’un physique longiligne, Jafar Dicko a deux épouses et cinq enfants. Il est redouté pour sa colère éruptive et sa brutalité. On le dit accro aux actualités internationales et à internet, notamment à des sites en arabe prônant la généralisation du djihad en Afrique subsaharienne ». 
Rallié à al-Qaïda, Jafar Dicko est proche d'Amadou Koufa, le chef de la katiba Macina,. Il est reconnu par Iyad Ag Ghali comme l'émir des forces djihadistes au Burkina Faso. Ansarul Islam devient alors affilié au Groupe de soutien à l'islam et aux musulmans.